# الصعاليك (فلم 1968)
الصعاليك (Al sa'aleek - In english: The wretches)؛ فيلم سوري للثنائي دريد ونهاد عام 1968.
قصة الفيلم مأخوذة عن فيلم قصة منتصف الليل لرالف ليفي.

## قصة الفيلم
صديقان لدودان، يمارسان أعمال النصب على النساء، ويتنافسان في اصطياد الضحايا من النساء الثريات، يقرران أن يتعاونا بعد أن هدد أحدهما الآخر بأن يكشف الأعبيه، وينزلان أحد الفنادق الفخمة، من أجل إلقاء الشباك على فتاة جميلة مليونيرة، وفي النهاية يكتشفان أنها مفلسة.

## طاقم العمل
تمثيل
- دريد لحام: مسعد أبو نواس.
- نهاد قلعي: أحمد بيه.
- مريم فخر الدين: جمانة هانم.
- صبري عياد: مستشار أحمد بيه.
- سلوى سعيد: سكرتيرة جمانة.
- سليم حانا: مساعد جمانة.
- صباح فخري: مطرب المطعم.
- مظهر الحكيم: القبطان الفرنسي.
- نادية حمدي: جلنار هانم.
- شفيق المنفلوطي
- عمر حجو: عباس.
- عبد الرحمن آل رشي: سائق الهانم.
- كوكب جمال: راقصة.
- شاكر بريخان: مدير الفندق.
- زياد مولوي
- ناديا حمدي

تأليف
- يوسف معلوف: سيناريو وحوار.

إخراج
- يوسف معلوف: مخرج.
- زكي صالح: مساعد مخرج.
- أنور قوادري: كلاكيت.

موسيقى
- عمر حلبي: تأليف الاستعراض.
- سهيل عرفة: تلحين الاستعراض.

استوديو
- ستوديو سيريا فيلم
- ستوديو بعلبك[3]